# Jamski trdoživ
Jámski trdožív je drobna jamska žival, ki jo je prvi opazoval slovenski jamar in raziskovalec France Velkovrh, zato se po njem strokovno imenuje Velkovrhia enigmatica. Prva sta vrsto sicer opisala Janez Matjašič in Boris Sket leta 1971.
Po načinu razvoja spada trdoživ med korme. To so združenja posameznih pripadnikov iste vrste, ki so med seboj povezani in ki izhajajo iz istega roditelja pri postopku brstenja (na primer nekatere spužve). Zelo zanimivo je opazovati predvsem način sodelovanja med raznimi pripadniki istega korma. Razvidna je namreč nekakšna specializacija dejavnosti. Nekateri pripadniki korma so na primer zadolženi za prehrano, drugi za razmnoževanje, itd. To seveda močno vpliva na razne oblike in lastnosti posameznika.
Jamski trdoživ ima obliko drobnega polipa, dolgega od 1 do 2 centimetra. Na enem koncu se podaljšuje v skupino lovk (od 5 do 10), s katerimi lovi plankton in ga nosi v žrelo. Kakor pri večini kormov, se razmnožuje z brstenjem. Lahko pa se razmnožuje tudi spolno. Zgornji polip, verjetno roditelj korma, ima majhno rumeno culico z jajčeci, iz katerih se razvijejo ličinke.